# Huset Nemanjić

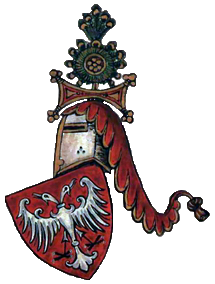
Huset Nemanjićs vapensköld

Huset Nemanjić var en serbisk adelsfamilj som regerade som kungar och tsarer i Serbien under medeltiden. Ätten grundades av Stefan Nemanja, som var en ättling till Vojislavljević-ätten. Ätten producerade elva serbiska regenter mellan 1166 och 1371. Efter att Stefan Nemanja antagit namnet Stefan, som betyder "krönt" på grekiska, använde alla efterföljande monarker av denna ätt dess namn som en titel. Den blev snabbt oskiljbar från monarkin och även andra ätter som gjorde anspråk på den serbiska tronen antog titeln före sitt namn. Nemanjić-ättens vapensköld bestod av en vit, dubbelörn på en röd bakgrund och ligger till grunden för Serbiens riksvapen idag.
Stefan Nemanjas tredje son, Rastko Nemanjić, kom även att spela en avgörande roll i Serbiens historia då han blev Serbiens förste ärkebiskop. Rastko Nemanjić är mera känd under sitt helgona namn, sankt Sava.
Nemanjić-ätten regerade i Serbien mellan 1166-1371 och under dess tid nådde Serbien höjden som stormakt och inom dess gränser omfattade stora delar av Balkanhalvön.

## Lista över huset Nemanjićs kungar och tsarer med regentlängd

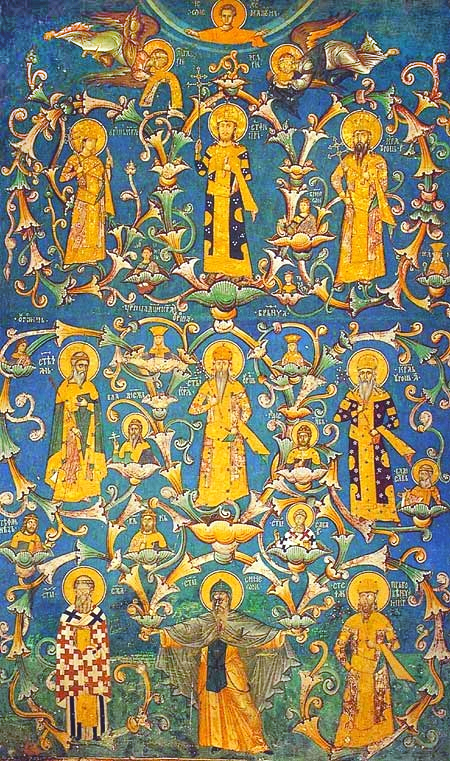
Medeltida fresk med ett familjeträd över släkten Nemanjić

- Stefan Nemanja även Stefan I, Nemanja (ca 1166-1199), förenade Raška och Zeta
- Vukan II Nemanjić (1196 - 1208), äldste son till Stefan Nemanja, härskare över Zeta
- Stefan Prvovenčani även Stefan II, Nemanja (1199- 1228), son till Stefan Nemanja
- Đorđe Nemanjić (1208 - 1243), härskare över Zeta
- Stefan Radoslav (1228 - 1234)
- Stefan Vladislav I (1234 - 1243)
- Stefan Uroš I (1243 - 1276)
- Stefan Dragutin (1276 - 1282), härskare över Srem
- Stefan Uroš II Milutin (1282 - 1321)
- Stefan Vladislav II (1321 - cirka 1325)
- Stefan Uroš III Dečanski (1321 - 1331)
- Stefan Uroš IV Dušan (1331 - 1355), kung av Serbien (1331 - 1346); tsar över alla serber, albaner, greker och bulgarer (1346 - 1355)
- Stefan Uroš V (1355 - 1371), den siste tsaren av Serbien

- Simeon-Siniša Uroš av Epirus (1359 -1370), son till Stefen Uroš III, tsar över Epirus och Thessalien.
- Jovan Uroš av Epirus (1370 - 1373), son till Simeon-Siniša; den sista serbiska regenten av Epirus och Thessalien